# Hewlett Packard HP-65
Hewlett Packard HP-65 (HP-65) је професионални калкулатор, производ фирме Хјулит Пакард (Hewlett Packard) који је почео да се израђује у Сједињеним Америчким Државама током 1974. године.
HP-65 је био први програмибилни џепни калкулатор на свијету. 
Користио је HP централни процесор (неколико интегрисаних кола) а RAM меморија HP-65 је имала капацитет од 100 програмских корака и 9 регистара.

## Детаљни подаци
Детаљнији подаци о калкулатору HP-65 су дати у табели испод.
|                       |                                                 |
| [ 1 ]                 |                                                 |
| Произвођач            | Хјулит Пакард                                   |
| Тип                   | професионални калкулатор                        |
| Меморија              | 100 корака, 9 регистара                         |
| Поријекло             | Сједињене Америчке Државе                       |
| Година                | 1974                                            |
| Тастатура             | 35 мулти-функцијских тастера                    |
| Процесор              | централни процесор (неколико интегрисаних кола) |
| Фреквенција процесора | непознато                                       |
| RAM                   | 100 корака, 9 регистара                         |
| ROM                   | непознато                                       |
| Текст                 | 1 линија, 10+2 знакова LED показивач            |
| Графика               |                                                 |
| Боја                  |                                                 |
| Звук                  | уграђени звучник                                |
| Димензије             | 8,15 (ширина) x 15,25 (дужина) x 3,55 (висина)  |
| Портови               |                                                 |
| Оперативни систем     |                                                 |